# Sympherobius arizonicus
Sympherobius arizonicus is een insect uit de familie van de bruine gaasvliegen (Hemerobiidae), die tot de orde netvleugeligen (Neuroptera) behoort. 
Sympherobius arizonicus is voor het eerst wetenschappelijk beschreven door Banks in 1911.